# Marimatha obliquata
Marimatha obliquata là một loài bướm đêm trong họ Noctuidae.